# García Álvarez de Toledo y Carrillo de Toledo
García Álvarez de Toledo i Carrillo de Toledo (c. 1424 - 20 de juny de 1488), va ser un noble castellà que primerament va ser el II comte d'Alba de Tormes i després I duc d'Alba de Tormes, títol nobiliari hereditari que el rei Enric IV de Castella li va atorgar en 1472 en convertir el comtat d'Alba de Tormes en un ducado. També va ser el V senyor de Valdecorneja, el I marquès de Còria i el I comte de Salvatierra de Tormes.

## Biografia
García Álvarez de Toledo i Carrillo de Toledo era el fill primogènit de Fernando Álvarez de Toledo y Sarmiento, I comte d'Alba de Tormes, i la seva esposa Mencía Carrillo de Toledo.
Durant la seva adolescència, a causa de la presó del seu pare ordenada pel rei Joan II de Castella el 1448, va organitzar diverses incursions militars contra la noblesa lleial al rei.
Amb la mort del rei castellà el 1454 i la coronació del rei Enric IV de Castella, el I comte d'Alba va ser alliberat. Entre 1455 i 1456 el jove García va participar al costat del seu pare en les campanyes castellanes contra el Regne de Granada on van descollar al setge d'Alcalá la Real.
El 1464 va morir el I comte d'Alba de Tormes, títol que García va heretar del seu pare.
Durant la Guerra civil castellana de la Baixa Edat Mitjana i després de la Farsa d'Àvila en la qual Alfons de Castella, el mig germà d'Enrique IV, es va proclamar rei de Castella, García va ser un dels nobles que van romandre fidels a Enrique IV. A canvi de la seva lleialtat va rebre d'aquest vastes terres —estenent els seus dominis per la Sierra de Gredos i el nord d'Extremadura— i la meitat de les rendes de la fira de Medina del Campo. Emperò no va prestar ajuda a aquesta ciutat que va caure en poder del Conestable de Castella ni va participar en la batalla d'Olmedo, el 1467, en la qual van combatre tots dos aspirants a rei.
El 1469 García Álvarez de Toledo va rebre del rei el Comtat de Salvatierra de Tormes.
Tal va ser l'extensió de les terres de García, que el 1472 el rei Enrique IV, tractant d'evitar una nova guerra civil entre els nobles castellans, es va veure obligat a signar el Tractat dels Toros de Guisando, pel qual García Álvarez de Toledo va haver de renunciar a territoris ubicats al sud de la Serra de Gredos però a canvi el rei va elevar el seu títol de comte d'Alba de Tormes al de duc i va reconèixer els seus drets sobre Coria. D'aquesta manera García Álvarez de Toledo es va convertir en el I duc d'Alba de Tormes i en el I marquès de Coria.
Mort el rei Enrique IV, García va prendre partit per la futura Isabel I de Castella —germanastra del mort rei que estava casada amb el futur rei Fernando II d'Aragó— i la va recolzar en el seu enfrontament amb Joana la Beltraneja en la Guerra de Successió de Castella. García va participar en la Batalla de Toro, el 1476, en què els exèrcits isabelins van vèncer les tropes joanistes.
García va ser així un dels principals nobles aliats dels Reis Catòlics el regnat dels quals va transformar Espanya en el primer estat unificat d'Europa a l'Edat Moderna, augmentant significativament el poder i la fortuna d'aquesta branca de la Casa d'Álvarez de Toledo. Va morir el 1488.

## Mecenatge cultural i artístic
A la cort ducal va treballar el prestigiós músic Juan de Urrede abans d'incorporar-se a la capella musical del Rei Catòlic, a més de poetes com el comendador Diego Román i el madrileny Juan Álvarez Gato, també lligats a aquesta cort nobiliària. El comendador Román, fins i tot, és susceptible d'encaixar en una hipotètica cort literària del Duc d'Alburquerque Beltrán de la Cueva, que s'ha teoritzat aleshores.

## Matrimoni i descendència
García Álvarez de Toledo i Carrillo de Toledo va contreure matrimoni c. 1447 amb María Enríquez de Quiñones i Toledo, filla de Fadrique Enríquez, II almirall de Castella, i de la seva segona esposa,Teresa Fernández de Quiñones.{nota a} Van tenir nou fills i filles:
- Fadrique Álvarez de Toledo y Enríquez de Quiñones (1460-1531), II duc d'Alba de Tormes.[1][3]
- Mencía Enríquez de Toledo, segona esposa de Beltrán de la Cueva (Úbeda, 1443-1 de novembre de 1492), I duc d'Alburquerque,[3] I comte de Ledesma i de Huelma, que va ser valgut d'Enrique IV de Castella, sent el seu fill García de la Cueva i Toledo qui va morir solter, sense descendència.
- Teresa de Toledo[1] (m. 1487), qui va contreure matrimoni el 1482 amb Pedro Fernández Manrique i Viver (m. 29 d'octubre de 1515), II comte d'Osorno,[3] senyor del Ducat de Galisteo, fill de Gabriel Fernández Manrique i d'Aldonza de Vivero.
- Francisca Álvarez de Toledo,[1][3] també anomenada Francisca de Toledo i Enríquez, que es va casar el 1476 amb Francisco Fernández de la Cueva y Mendoza (1463-1526), II duc d'Alburquerque, fill de Beltrán de la Cueva, I duc d'Alburquerque, i de la seva primera esposa Mencía de Mendoza i Luna (m. 1476), amb descendència als ducs d'Alburquerque, ducs de Medinaceli i marquesos dels Vélez.
- María Álvarez de Toledo,[3][1] (m. 1499), dama de la reina Isabel I de Castella, la Catòlica, i segona dona, el 1491, de Gómez II Suárez de Figueroa (m. 24 d'agost de 1505), II comte de Fira. La seva filla María de Figueroa i Álvarez de Toledo va casar amb Francisco Álvarez de Toledo i Pacheco (m. abans de 1548), III comte d'Oropesa.
- Gutierre de Toledo (m. Segòvia 20 d'agost de 1506), que va ser bisbe de Plasència.[1]
- García Álvarez de Toledo i Enríquez,[1] I senyor de La Horcajada, a Àvila, que es va casar amb Francisca de Solís, filla de Gutierre de Càceres Solís, I Conde de Coria, i de Francisca de Toledo, dels comtes d'Oropesa, amb descendència.
- Pedro Álvarez de Toledo i Enríquez,[1] I senyor de Mancera,[3] Salmoral, Narros del Castillo, San Miguel de Serrezuela, Montalbo i Gallegos de Solmirón (diòcesi d'Àvila), que es va casar amb Leonor de Ayala, filla de Pedro López de Ayala, comendador de Mora, i de Maria Dávalos, amb descendència en els senyors de Mancera i després marquesos de Mancera.
- Fernando Álvarez de Toledo i Enríquez (m. 1532), comendador major de Lleó,[3] I senyor de Villorias, Gran Halconero de Castilla, va casar en primeres núpcies amb María de Rojas i Pereira, procreant María de Toledo, esposa de Diego Colón, fill de Cristóbal Colón, II almirall de la Mar Océana, II virrei de les Índies i II governador de les Índies. En segones núpcies va casar amb Isabel Pimentel,[3] filla de Luis Fernández Manrique de Lara, II marquès d'Aguilar de Campoo i comte de Castañeda, i d'Ana Pimentel, amb descendència als comtes d'Orgaz, entre d'altres.